# Abd Rabbuh Mansur Hadi
Abd Rabbuh Mansur Hadi sau Abd Rabbu Mansur Hadi (în arabă:عبد ربه منصور هادي, născut la 1 septembrie 1945) este un militar și om politic yemenit, devenit președinte al Yemenului la 27 februarie 2012. Între anii 1994-2012 a deținut funcția de vicepreședinte al Yemenului.
Promovat general maior în 1991, deține în prezent gradul de mareșal.
Între 4 iunie-23 septembrie 2011, în timp ce președintele Ali Abdallah Saleh s-a aflat în Arabia Saudită pentru tratamente medicale în urma unui atac asupra palatului prezidențial în cursul răscoalei yemenite („Primăvara arabă”) la 3 iunie 2011, Hadi l-a înlocuit temporar ca șef al statului. După 23 noiembrie 2011 când Saleh a acceptat să servească drept președinte doar nominal în întâmpinarea alegerilor prezidentiale, în schimbul imunității de urmăriri judiciare, Hadi a devenit iarăși șef al statului de facto. El urma să formeze un guvern de unitate națională și să organizeze apoi în termen de 90 de zile alegeri prezidențiale.
La 21 februarie 2012 Hadi a fost ales în cele din urmă președinte al republicii în urma unui scrutin în care a fost candidat unic. Trebuia să ocupe funcția în mod provizoriu pentru o vreme de doi ani.
În urma succeselor rebeliunii Huthilor, la 22 ianuarie 2015 Hadi a fost nevoit să demisioneze. Huthii au ocupat palatul prezidențial și l-au plasat pe Hadi în stare de arest virtual la domiciliu. Odată cu el a demisionat și premierul Khaled Bahah.După o lună el a reușit să fugă spre orașul său de origine, Aden, și-a retras demisia, și a denunțat răscoala Huthilor ca o lovitură de stat neconstituțională. Hutii au numit un Comitet Revoluționar care și-a asumat puterile președinției, în frunte cu Muhammad Ali Al Huthi. La 25 martie 2015 în vreme ce forțele Huthilor au înaintat spre Aden, Hadi a fugit din Yemen la bordul unei bărci. În ziua următoare el a ajuns la Riad, iar Arabia Saudită a început în Yemen împreună cu încă 9 state arabe o campanie de bombardamente aviatice în sprijinul susținătorilor săi.

## Biografie
Hadi s-a născut în 1945 la Dhakin în provincia Abyan, aflată atunci în Sultanatul Fadli din protectoratul britanic Aden.
În anii 1960 Hadi a urmat o carieră militară, care a inclus studii și antrenament militar în Marea Britanie încheiate în 1966 
După războiul care a dus la abandonarea Adenului de către britanici in 1967 și la proclamarea Republicii Populare Democratice A Yemenului cu o linie politică apropiată de lagărul comunist, Hadi a petrecut ani de antrenament pe tancuri în Egipt și apoi, 4 ani de antrenamente și studii militare în Uniunea Sovietică. A ocupat posturi de comandă în armata Yemenului de Sud până în 1986, când a fugit la Sanaa împreună cu președintele sud-yemenit Ali Nasser Muhammad.
În urma războiului civil din 1994 președintele Saleh al Yemenului (unificat din 1990) l-a numit pentru scurtă vreme ministru al apărării, și apoi, de la 3 octombrie 1994 ca reprezentant al populației din sud, vicepreședinte al Yemenului.